# Bucinna obagitalis
Bucinna obagitalis är en fjärilsart som beskrevs av Walker 1858. Bucinna obagitalis ingår i släktet Bucinna och familjen nattflyn. Inga underarter finns listade i Catalogue of Life.